# Pointe-aux-Anglais (Port-Cartier)
Pointe-aux-Anglais est un hameau de Port-Cartier située à mi-chemin entre Sept-Îles et Baie-Comeau (166 km).  Elle fait partie cependant de la ville de Port-Cartier, qui est à 80,045 km.
Les « stations de la croix » de l'église du village ont été sculptées par Médard Bourgault, un artiste de Saint-Jean-Port-Joli. 

## Histoire

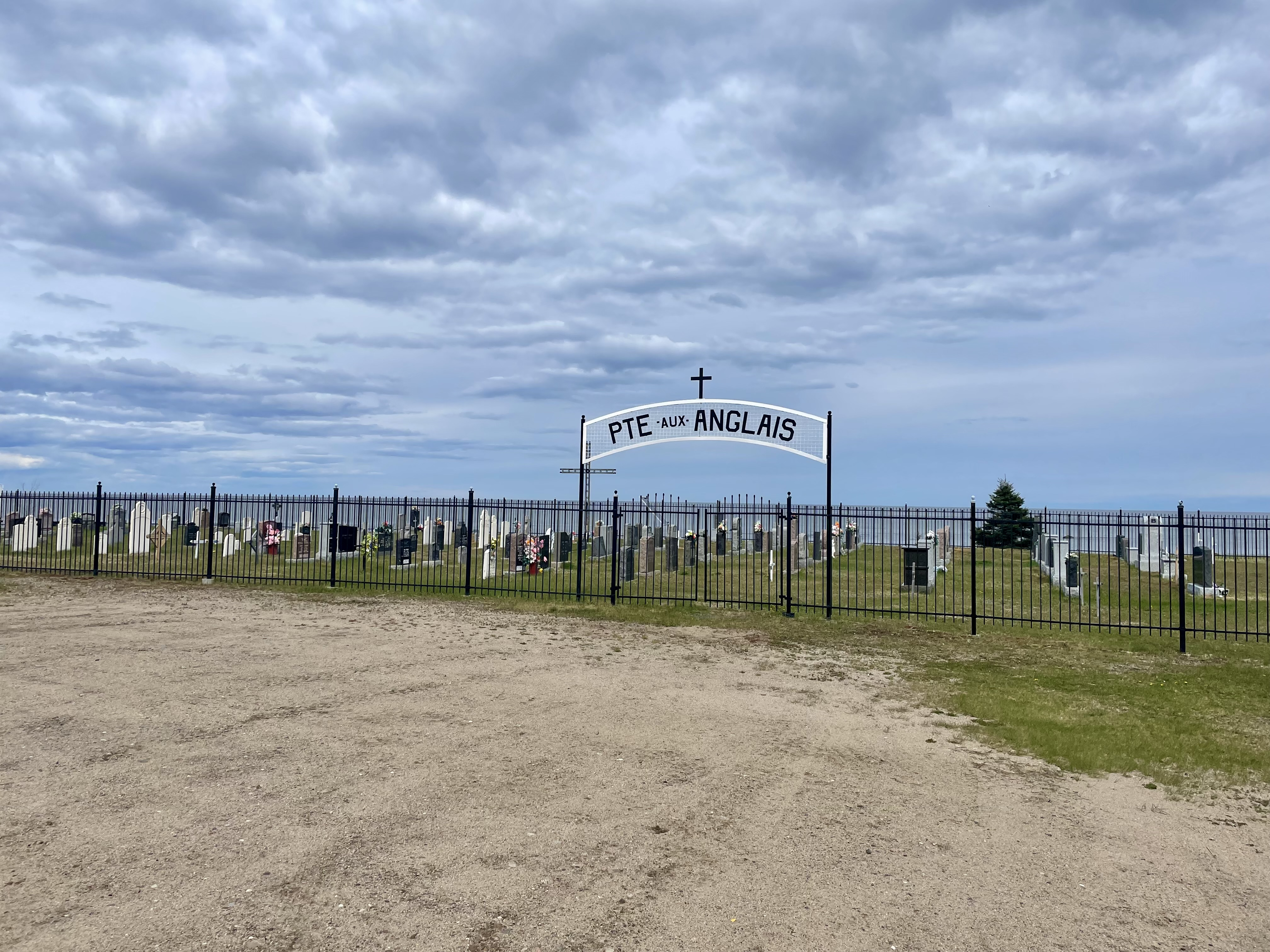
Cimetière de Pointe-aux-Anglais

En 1711, durant la Guerre de Succession d'Espagne, une flotte imposante de l'amiral Walker fut envoyée d'Angleterre pour prendre la ville de Québec. Cependant, à cause du brouillard sur le Saint-Laurent, les vaisseaux anglais s'échouèrent sur les récifs de l'île aux Œufs. La pointe de terre opposée à ces récifs fut nommée « Pointe-Aux-Anglais », en l'honneur de la funeste expédition. Huit vaisseaux furent perdus et 900 marins moururent.
Ce site comprend les secteurs de Pointe-aux-Anglais et de Rivière-Pentecôte. À Pointe-aux-Anglais, le musée écologique mentionne comment les Anglais ont perdu leur chance d'attaquer l'endroit en 1711.